# 2009 전설의 고향
《2009 전설의 고향》은 2009년 8월 10일부터 2009년 9월 8일까지 KBS 2TV에서 방영된 납량 특집 드라마로, 《전설의 고향 시리즈》 중 2008년부터 새로 시작된 시즌 3의 두 번째 작품이다.
KBS 드라마본부는 해당 작품의 후속작으로, 당초 《아이리스》를 편성할 예정이었지만, 제작이 늦어지고 월화 시간대에 MBC 《선덕여왕》이 시청률 40%를 넘으며 강세를 보이자 《아가씨를 부탁해》의 후속작으로 편성을 변성하였다. 당시 《아이리스》 자리에는 애초 주말 특별기획 드라마로 편성될 계획이었던 《웬수와 함께 춤을》이 대타로 들어갔는데 이 과정에서 언어 순화를 주도한다는 KBS 드라마본부의 방침을 통해 《공주가 돌아왔다》로 제목이 변경되기도 했으며 이 과정에서 《공주가 돌아왔다》 자리에는 원래 SBS 편성론이 제기된 《열혈 장사꾼》이 대신했다.

## 작품 리스트
| 회차   | 방송일자        | 부제 (서브 타이틀) |
| ------ | --------------- | ------------------ |
| 제1화  | 2009년 8월 10일 | 혈귀               |
| 제2화  | 2009년 8월 11일 | 죽도의 한          |
| 제3화  | 2009년 8월 17일 | 계집종             |
| 제4화  | 2009년 8월 18일 | 목각귀             |
| 제5화  | 2009년 8월 24일 | 씨받이             |
| 제6화  | 2009년 8월 25일 | 금서               |
| 제7화  | 2009년 8월 31일 | 조용한 마을        |
| 제8화  | 2009년 9월 1일  | 구미호             |
| 제9화  | 2009년 9월 7일  | 묘정의 구슬        |
| 제10화 | 2009년 9월 8일  | 가면귀             |

## 제1화: 혈귀

### 개요
- 방영일 : 2009년 8월 10일
- 극　본 : 김정숙, 김랑
- 연　출 : 이민홍
- 줄거리 : 첫날밤도 치르지 못하고 남편에게 버림받은 기구한 여인 ‘연’, 자신의 뜻과는 상관없이 ‘혈귀’란 괴물이 돼 버린 ‘현’. 이 둘은 서로의 아픔을 위로하며 사랑하지만 운명은 이들을 허락지 아니한다. 조선시대 수필집 《용재총화》에 기록된 전라북도 완주의 ‘창기설화’를 바탕으로 구성한 혈귀와 여인의 안타까운 사랑 이야기.[3]

### 등장 인물

#### 주요 인물
- 김지석 - 현 역
- 이영은 - 연 역
- 김홍표 - 재성 역
- 김예원 - 초아 역
- 곽승남 - 태무사 역
- 하미혜 - 윤씨 역
- 허현호 - 이대감 역
- 정혜원 - 소정 역
- 윤영배 - 내금위장 역
- 최성웅 - 저승사자 역

#### 그 외 인물
- 서정수
- 이준
- 이창용
- 김선미
- 지성근
- 최윤준
- 김윤희
- 김원경
- 이경근
- 김현정
- 김민혁
- 김건희
- 이종구
- 조은덕
- 김민채
- 안석천
- 장세준
- 유승원

## 제2화: 죽도의 한

### 개요
- 방영일 : 2009년 8월 11일
- 극　본 : 문은정
- 연　출 : 김정민
- 줄거리 : 죽도선생이라 불렸던 정여립의 실화를 바탕으로 한 이야기. 선조 때 '천하는 일정한 주인이 따로 없다'는 천하공물설과 '누구라도 임금으로 섬길 수 있다'는 하사비군론 등 혁신적인 사상을 설파한 정여립과 이를 따르는 무리인 대동계를 전북 진안군 죽도에서 반역죄로 다스린 사건 이후 벌어진 해괴한 이야기를 다루고 있다.[4]

### 등장 인물

#### 주요 인물
- 정겨운 - 남상현(25세) 역
- 김규철 - 윤홍국(43세) 역
- 조윤희 - 미향(22세) 역
- 김갑수 - 정여립(47세) 역
- 이다윗 - 석이(15세) 역

#### 그 외 인물
- 정진 - 김승호 역
- 장태성 - 강만 역
- 차현우 - 류비 역
- 승규 - 오치수 역
- 이종래
- 김진서
- 전성애 : 주모 역
- 최윤준
- 이승복
- 이희영

## 제3화: 계집종

### 개요
- 방영일 : 2009년 8월 17일
- 극　본 : 박형진
- 연　출 : 홍석구
- 줄거리 : 몰락한 양반가문의 이상주의자 선비 이랑은 연모했던 미림이 사화에 휘말려 멸문의 화를 당하자 안타까워한다. 한편 계집종 수진은 상냥한 이랑의 태도에 비밀스러운 마음을 키우다가 대담하게 사랑을 고백하게 되고, 그녀의 오해에 이랑은 당황한다. 이랑의 홀어머니 숙희는 이랑에 대한 마음을 포기하지 않는 수진에게 극단의 조치를 취하게 되고, 수년 뒤 이랑 주변의 여자들은 이상한 기운에 빙의되어 이랑을 위협한다.

### 등장 인물

#### 주요 인물
- 장희진 - 수진 역
- 김태호 - 이랑 역
- 서갑숙 - 숙희 역
- 차서원 - 미림 역

#### 그 외 인물
- 이정호 - 금부도사 역
- 전봉진 - 김상현대감 역
- 이용녀 - 무당 역
- 김효서 - 신부 역
- 홍예인 - 이천댁 역
- 김경룡 - 행랑아범 역
- 박정상
- 안수민
- 이정백
- 조수민 - 보리 역

## 제4화: 목각귀

### 개요
- 방영일 : 2009년 8월 18일
- 극　본 : 채혜영, 유승연
- 연　출 : 문영진
- 줄거리 : 내의원 의관댁 며느리인 소현은 풍장숲에 버려진 용이를 불쌍히 여겨 몰래 집안에 들인다. 마마에 걸린 흉측한 몰골에 목각인형을 분신처럼 지니고 있는 용이를 집안에 들이자 끊임없이 기괴한 일들이 일어나기 시작한다.[5]

### 등장 인물

#### 주요 인물
- 김형미 - 강소현 역
- 지성우 - 필목 역
- 안석환 - 김추서 역
- (故) 한경선 - 서씨 역
- 방은희 - 언년 역
- 최상길 - 돌쇠 역
- 최원홍(아역) - 용이 역
- 김가람(아역) - 김금아 역

#### 그 외 인물
- 이영준 - 김금원 역
- 정종현
- 김선녀
- 최민혁
- 김혜영
- 김나은
- 신규리(아역)
- 박준목(아역)
- 정세빈(아역)
- 이나영(아역)
- 서영준(아역)
- 박민수(아역)
- 한승호(아역)
- 전세연(아역)

## 제5화: 씨받이

### 개요
- 방영일 : 2009년 8월 24일
- 극　본 : 김정숙, 김랑
- 연　출 : 이민홍
- 줄거리 : 호승은 후손을 잇기 위해 씨받이로 들어온 여인이 어린 시절 만났던 개똥이임을 알게 되고, 아이를 갖게 된 뒤에도 두 사람은 몰래 만난다. 이를 알게 된 옹주마마는 사주하여 개똥이를 죽이게 된다. 억울한 죽음을 당한 개똥이는 자신이 낳은 아이가 조금씩 죽어가는 모습에 가슴 아파하며 피의 복수를 한다.[6]

### 등장 인물

#### 주요 인물
- 허영란 - 개똥이 역
- 박형재 - 호승 역
- 홍여진 - 옹주마마 역
- 고정민 - 작은마님 역
- 조양자 - 무당 역
- 이현실 - 파주댁 역

#### 그 외 인물
- 주석태 - 자객 역
- 김진모 - 자객 역
- 양시은
- 양수아
- 김수지
- 유연미(아역)
- 박승아(아역)
- 원유성(아역)

## 제6화: 금서

### 개요
- 방영일 : 2009년 8월 25일
- 극　본 : 방지영
- 연　출 : 이응복
- 줄거리 : 언문소설을 필사하는 비밀스러운 취미가 있는 사대부가의 젊은 마님 현덕은 우연히 금서를 접하게 되고 그것을 집으로 가져온다. 하지만 아들 이권이 금서를 잃고 귀신병에 걸리고 만다. 현덕은 아들을 살리겠다는 일념으로 저주받은 책의 비밀을 파헤치며 점점 끔찍한 진실에 접근하게 된다.[7]

### 등장 인물

#### 주요 인물
- 김성은 - 현덕 역
- 윤희석 - 정희 역
- 이동규 - 명진 역
- 이세나 - 혜명 역
- 강수한 - 이권 역 (청년 시절 노영학)
- 이희도 - 서점주인 역

#### 그 외 인물
- 홍정민 - 계집종 역
- 민준현 - 관원 역
- 김영 - 의원 역
- 구본임 - 무당 역
- 오기영 - 양반 역
- 한승철 - 남종 역

#### 특별출연
- 김광규 - 전기수 역
- 최은주 - 계집종 역

## 제7화: 조용한 마을

### 개요
- 방영일 : 2009년 8월 31일
- 극　본 : 고은선
- 연　출 : 노상훈
- 줄거리 : 남편을 잃은 소양은 아들 효엽과 딸 효은을 데리고 외딴 마을로 피신을 왔지만 어찌된 영문인지 이 마을에는 지인들이 모두 살고 있었다. 뿐만 아니라 마을 입구에서는 강강술래가 벌어지고 사람들 역시 떼를 지어 어디론가 이동하는 등 영문을 알 수 없는 일들이 매일 벌어지고 있었다. 마을에 대한 비밀을 캐던 소양은 죽은 마을 사람들이 자신들의 생명을 다시 얻기 위해 자신의 아들을 죽이고 그녀를 이용하려 했다는 것을 알게 됐다.[8]

### 등장 인물

#### 주요 인물
- 김다인 - 소양 역
- 최수한(아역) - 효엽 역
- 진지희(아역) - 효은 역

#### 그 외 인물
- 최원영 - 진성 역
- 박칠용 - 을수의 아버지 역
- 조양자 - 을수의 어머니 역
- 김동욱 - 을수 역
- 손종범 - 최진사 역
- 반민정 - 여진 역
- 최종원 - 영의정 역
- 연운경 - 정경부인 역
- 박지일 - 이화의 아버지 역
- 송민주(아역) - 이화 역
- 이성민 - 윤진사 역
- 오용 - 박무수당 역
- 황정원(아역) - 윤진사의 딸 역
- 유원열(아역) - 윤진사의 아들 역
- 유형관
- 홍우진 - 선비 역
- 성종완 - 선비 역
- 문경태 - 선비 역
- 김병만 - 저승사자 역
- 유상무 - 저승사자 역
- 이상호 - 저승사자 역
- 이상민 - 저승사자 역
- 이승윤 - 저승사자 역

## 제8화: 구미호

### 개요
- 방영일 : 2009년 9월 1일
- 극　본 : 이은상
- 연　출 : 신현수
- 줄거리 : 사람들은 세상 모든 부귀영화를 가져다준다는 여우구슬을 얻기 위해 온 산야를 뒤지며 구미호 사냥에 나섰다. 구미호는 살아남기 위해 인간이 되는 수밖에 없다고 생각하여 아리따운 여인으로 변신해 인간의 마을로 내려온다. 그리고 인간들에 대한 증오를 감추고 한 농사꾼의 아내가 되어 완전한 인간이 될 날만을 기다린다.

### 등장 인물

#### 주요 인물
- 전혜빈 - 소호 (구미호) 역
- 안재모 - 연돌 역
- 정소녀 - 구미호의 어머니 역
- 고희준 - 구미호의 아버지 역
- 이효정 - 객주 박천무 역
- 이미지 - 연돌의 어머니 역
- 반석진 - 사또 역
- 박정현(아역) - 연돌의 동생 연아 역

#### 그 외 인물
- 권오현 - 최 의원 역
- 이달형 - 이방 역
- 민지오 - 대장 역
- 임재근 - 부하 역
- 오수아 - 화란 역
- 김수지 - 기생 역
- 하리라 - 기생 역
- 박수진 - 기생 역
- 고진명 - 양반 역
- 김정욱 - 양반 역
- 고호균 - 포졸 역
- 사냥꾼

최태한 김정섭 박지선 김길동 
이종일 이경복 이경현 최　고 
오영복 박완규 김상일 이청현 
서경호 박순호

## 제9화: 묘정의 구슬

### 개요
- 방영일 : 2009년 9월 7일
- 극　본 : 유은하
- 연　출 : 김형석
- 줄거리 : 후궁과 궁녀들 사이에는 총애구슬이라 불리는 구슬이 있으며 그 구슬을 얻게 되면 아무리 박색이라도 뛰어난 미색을 얻게 되어 임금의 총애를 받을 수 있다는 소문이 떠돈다. 소원은 못생겼다는 이유로 임금과 첫날밤도 치루지 못한 채 후궁들에게 온갖 멸시와 구박을 받았으나, 소빈이 죽은 소화전에서 푸른빛을 내는 구슬이 매달린 노리개를 줍게 되고 순식간에 아름다운 여인으로 탈바꿈한다. 드디어 소원은 임금과 꿈같은 첫날밤을 보내지만 행복도 잠시 소원 주변에는 불길한 일들이 벌어지기 시작하고, 그럴수록 소원은 구슬에 대한 집착은 광적으로 변한다.

### 등장 인물

#### 주요 인물
- 조여정 - 소원 역
- 서유정 - 홍빈 역
- 김동주 - 이상궁 역
- 최수린 - 중전 역
- 김리나 - 묘정 역
- 차현정 - 정귀인 역

#### 그 외 인물
- 이인철 - 김내관 역
- 가득히 - 소빈 역
- 임하나 - 소란 역
- 김효서 - 막점 역
- 김경룡
- 김기준
- 김종호
- 변신호 - 노상궁 역

#### 특별출연
- 이종원 - 임금 역

## 제10화: 가면귀

### 개요
- 방영일 : 2009년 9월 8일
- 극　본 : 이찬영
- 연　출 : 문영진
- 줄거리 : 조실부모하고 사당패에 들어오게 된 가섭은, 자신을 여동생처럼 아끼던 아생의 도움으로 어름산이가 된다. 그러나 행복도 잠시뿐 가섭은 여사당을 탐하는 고을 원님의 계략으로 원치 않는 임신까지 하게 된다. 한술 더 떠 이를 질투하던 정씨부인의 흉계로 가섭은 결국 죽음을 당한다. 그렇게 억울하게 가섭이 죽은 후 사당패 사이에는 원인을 알 수 없는 사고들이 생기고, 그 옆에는 항상 궤짝 하나가 따라다닌다.

### 등장 인물

#### 주요 인물
- 지주연 - 송가섭 역 (아역 김지민)
- 심형탁 - 박아생 역
- 이일화 - 정씨부인 역
- 윤순홍 - 연성군수 역
- 안병경 - 저승패 역
- 신동훈- 덕산 역
- 윤용현 - 용이 역
- 유지연 - 무당 역

#### 그 외 인물
- 김경응
- 송승용
- 이정성
- 강승호
- 백승훈
- 김영선
- 정세진
- 이제이
- 구자훈
- 정의석
- 최민혁
- 이민희(아역) - 복비 역
- 이지오(아역)